# Stine Hovland
Stine Hovland (Vadheim, 1991. január 31. –) norvég női válogatott labdarúgó. Az olasz első osztályú AC Milan védője.

## Pályafutása

### A válogatottban
2018 novemberében mutatkozhatott be a nemzeti csapatban egy Japán elleni mérkőzésen. Részt vett a 2019-es Algarve-kupán, ahol aranyérmet szerzett Norvégiával, valamint a 2019-es világbajnokságon is jelen volt a keret tagjaként.

## Sikerei

### Klubcsapatokban
Norvég kupadöntős (1):
- Sandviken (1): 2018

### A válogatottban
Norvégia
- Algarve-kupa győztes: 2019